# أكيرا ياموتشي
أكيرا ياموتشي (باليابانية: 山内彰) هو لاعب كرة قدم ياباني، ولد في 2000.

## وصلات خارجية
- أكيرا ياموتشي على موقع رابطة كرة القدم اليابانية للمحترفين (اليابانية)
- أكيرا ياموتشي على موقع Soccerway.com (الإنجليزية)
- أكيرا ياموتشي على موقع عالم كرة القدم.نت (الإنجليزية)